# Aeroporto Internazionale di Aleppo
L'Aeroporto Internazionale di Aleppo (in arabo مطار حلب الدولي‎?, Maṭār Ḥalab al-Dawlī) è un aeroporto situato nella città di Aleppo in Siria. L'Aeroporto è base secondaria della principale compagnia aerea siriana Syrianair.

## Storia
L'aeroporto ha avuto un notevole sviluppo da quando nel 1999 fu inaugurato il nuovo terminal aeroportuale.
Dal 1º gennaio 2013 i voli sono stati sospesi causa il conflitto interno tra le autorità siriane e i ribelli.
Grazie all'avanzata dell'esercito regolare siriano nella zona, dopo più di un anno dalla chiusura, il 22 gennaio 2014 l'aeroporto ha riaperto al traffico aereo.

## Terminal
L'aeroporto è dotato di un moderno terminal che combina moderna e islamica architettura che si sviluppa su di una superficie di 38.000 m² disposti su quattro piani ed ha una capacità di circa 1,7 milioni di passeggeri annui.

## Servizi
L'aeroporto dispone di diversi servizi:
- ufficio informazioni
- ufficio postale
- ufficio di comunicazione
- ristoranti e caffetterie
- duty free e negozi
- cambiavalute
- bancomat
- pronto soccorso